# Норт-Брукфілд (Массачусетс)
Норт-Брукфілд (англ. North Brookfield) — місто (англ. town) в США, в окрузі Вустер штату Массачусетс. Населення — 4735 осіб (2020).

## Демографія
Згідно з переписом 2010 року, у місті мешкало 4680 осіб у 1862 домогосподарствах у складі 1270 родин. Було 2058 помешкань
Расовий склад населення:
| - 97,1 % — білих - 0,4 % — корінних американців - 0,3 % — чорних або афроамериканців - 0,3 % — азіатів - 0,1 % — вихідців з тихоокеанських островів |

До двох чи більше рас належало 1,6 %. Частка іспаномовних становила 1,9 % від усіх жителів.
За віковим діапазоном населення розподілялося таким чином: 22,5 % — особи молодші 18 років, 64,0 % — особи у віці 18—64 років, 13,5 % — особи у віці 65 років та старші. Медіана віку мешканця становила 41,7 року. На 100 осіб жіночої статі у місті припадало 96,5 чоловіків;  на 100 жінок у віці від 18 років та старших — 94,3 чоловіків також старших 18 років.
Середній дохід на одне домашнє господарство  становив 82 223 долари США (медіана — 73 133), а середній дохід на одну сім'ю — 94 329 доларів (медіана — 83 393). Медіана доходів становила 53 701 долар для чоловіків та 54 250 доларів для жінок. За межею бідності перебувало 6,3 % осіб, у тому числі 4,0 % дітей у віці до 18 років та 4,5 % осіб у віці 65 років та старших.
Цивільне працевлаштоване населення становило 2520 осіб. Основні галузі зайнятості: освіта, охорона здоров'я та соціальна допомога — 24,6 %, виробництво — 17,5 %, роздрібна торгівля — 13,9 %.